# Келугерень (Горж)
Келугерень, Келугерені (рум. Călugăreni) — село у повіті Горж в Румунії. Адміністративний центр комуни Падеш.
Село розташоване на відстані 267 км на захід від Бухареста, 35 км на захід від Тиргу-Жіу, 147 км на південний схід від Тімішоари, 112 км на північний захід від Крайови.

## Населення
За даними перепису населення 2002 року у селі проживали 769 осіб, усі — румуни. Усі жителі села рідною мовою назвали румунську.